# Institut Català de Paleoecologia Humana i Evolució Social
L'Institut Català de Paleoecologia Humana i Evolució Social (IPHES) és un institut de recerca constituït l'any 2005 com un institut transdisciplinari de recerca avançada, docència i socialització del coneixement des de les ciències de la Terra i de la vida, una branca que vol fusionar amb les ciències socials. L'IPHES, constituït com una fundació sense ànim de lucre per iniciativa de la Generalitat de Catalunya, la Universitat Rovira i Virgili (URV) i l'Ajuntament de Tarragona, forma part de la xarxa de Centres de Recerca de Catalunya (CERCA).
L'any 2019 l'IPHES va rebre el Premi Tarraco a la defensa i promoció del Patrimoni Mundial de la UNESCO atorgat per l'Ajuntament de Tarragona. El 2020 va rebre per part de l'Agència Estatal de Recerca, organisme dependent del Ministeri de Ciència i Innovació del govern espanyol l'acreditació d'excel·lència 'Maria de Maeztu'.
Un dels fundadors i investigador de més renom de l'Institut Català de Paleoecologia Humana i Evolució Social és el conegut prehistoriador, arqueòleg, antropòleg, geòleg i paleontòleg Eudald Carbonell.